# Pat Carroll (színművész)
Patricia Ann Carroll (Shreveport, Louisiana, 1927. május 5. – Cape Cod, Massachusetts, 2022. július 30.) Primetime Emmy-díjas amerikai színésznő, szinkronszínész.

## Filmjei
Mozifilmek
- Két özvegy, egy pár (With Six You Get Eggroll) (1968)
- Butterflies in Heat (1986)
- Dallamok szárnyán (Songcatcher) (2000)
- Outside Sales (2006)
- Saját szavak (Freedom Writers) (2007)
- Nancy Drew: A hollywoodi rejtély (Nancy Drew) (2007)
- Koszorúslányok (Bridesmaids) (2011)

Tv-sorozatok
- Make Room for Daddy (1961–1964, 40 epizódban)
- Getting Together (1971–1972, 14 epizódban)
- Busting Loose (1977, 12 epizódban)
- She’s the Sheriff (1987–1989, 45 epizódban)
- Kisvárosi mesék (Evening Shade) (1991, 1993, két epizódban)
- Vészhelyzet (ER) (2005, három epizódban)

Szinkronizálások
- Maci Laci kincset keres (Yogi's Treasure Hunt) (1985–1987, tv-sorozat, három epizódban)
- Slapaj (Foofur) (1986–1987, tv-sorozat, 16 epizódban)
- Galaxy High School (1986, tv-sorozat, 13 epizódban)
- Garfield karácsonya (A Garfield Christmas Special) (1987, tv-film)
- Totoro – A varázserdő titka (Tonari no Totoro) (1988)
- Asterix és a nagy ütközet (Astérix et le coup du menhir) (1989)
- Scooby-Doo, a kölyökkutya (A Pup Named Scooby-Doo) (1989, tv-sorozat, egy epizódban)
- A kis hableány (The Little Mermaid) (1989)
- Garfield és a hálaadás ünnepe (Garfield's Thanksgiving) (1989)
- Chip és Dale – A Csipet Csapat (Chip 'n Dale: Rescue Rangers) (1990, tv-sorozat, egy epizódban)
- A kis hableány (Disney's The Little Mermaid) (1993–1994, tv-sorozat, négy epizódban)
- Goofy (A Goofy Movie) (1995)
- A kis hableány 2. – A tenger visszavár (The Little Mermaid II: Return to the Sea) (2000)
- Mickey varázslatos karácsonya: Hórabság az Egértanyán (Mickey's Magical Christmas: Snowed in at the House of Mouse) (2001)
- Mickey egér klubja (House of Mouse) (2002, tv-sorozat, három epizódban)
- Sammy nagy kalandja: A titkos átjáró (Sammy's avonturen: De geheime doorgang) (2010)
- Aranyhaj: A sorozat (Tangled: The Series) (2017–2018, tv-sorozat, négy epizódban)

## Díjai, elismerései
- Primetime Emmy-díj a legjobb női mellékszereplőnek (1956, vígjátéksorozat)